# Rhododendron flosculum
Rhododendron flosculum är en ljungväxtart som beskrevs av Wen Pei Fang och G.Z. Li. Rhododendron flosculum ingår i släktet rododendron, och familjen ljungväxter. Inga underarter finns listade i Catalogue of Life.